# فرد سيغل
فرد سيغل (بالإنجليزية: Fred Siegel)‏ هو لاعب كرة قاعدة أمريكي، ولد في 1861 في فيلادلفيا في الولايات المتحدة، وتوفي بنفس المكان في 6 يونيو 1916.

## وصلات خارجية
- فرد سيغل على موقعبيزبول رفرنس.كوم (الدوري الرئيسي) (الإنجليزية)